# The Cyber Shinobi
The Cyber Shinobi (ou Shinobi Part 2) est un jeu vidéo d'action et de plates-formes développé et édité par Sega, sorti en 1990 sur Master System.
Il fait partie de la série Shinobi.